# Azcapotzalco
Azcapotzalco é uma demarcação territorial da Cidade do México, situada na parte norte da capital mexicana. Possuía em 2015 uma população de 400.161 habitantes, distribuída em uma área de 34 km². Faz fronteira com Cuauhtémoc e Miguel Hidalgo a sul e com Gustavo A. Madero a leste.
O nome da demarcação é derivado dos vocábulos náuatle azcatl (formiga), potzalli (montículo) e co (lugar), que combinados significam no formigueiro.
Azcapotzalco é composta por vários bairro, tais como: Nueva Santa María, Clavería, San Rafael, El Rosario, Villas de Azcapotzalco, El Recreo, Pro-Hogar, Obrero Popular e Santa Cruz Acayucan. A demarcação era uma localidade separada até ser absorvida pela expansiva conurbação da Cidade do México.

## Transportes

### Metrô da Cidade do México
Azcapotzalco é atendida pelas seguintes estações do Metrô da Cidade do México:
- Aquiles Serdán
- Camarones
- El Rosario
- Ferrería/Arena Ciudad de México
- Norte 45
- Refinería
- Tezozómoc
- UAM-Azcapotzalco
- Vallejo

### Trem Suburbano do Vale do México
Em Azcapotzalco, situa-se a Estação Fortuna do Trem Suburbano do Vale do México, parte do Sistema 1. Nela, é possível fazer conexão com a Estação Ferrería/Arena Ciudad de México do Metrô da Cidade do México.